# Канталупа (Торино)
Канталупа (итал. Cantalupa) је насеље у Италији у округу Торино, региону Пијемонт.
Према процени из 2011. у насељу је живело 2102 становника. Насеље се налази на надморској висини од 498 м.

## Становништво
| 1936. | 1951. | 1961. | 1971. | 1981. | 1991. | 2001. | 2011. |
| ----- | ----- | ----- | ----- | ----- | ----- | ----- | ----- |
| 1.117 | 991   | 978   | 1.213 | 1.581 | 1.750 | 2.073 | 2.527 |